# Hypseochloa
Hypseochloa, rod od dvije vrste jednogodišnjeg raslinja iz porodice travovki smješten u vlastiti podtribus Hypseochloinae, dio tribusa Poeae. Raširen je po tropskoj Africi u Kamerunu i Tanzaniji.

## Vrste
1. Hypseochloa cameroonensis C.E.Hubb.; Kamerun
2. Hypseochloa matengoensis C.E.Hubb.;  Tanzanija